# Kyushu Hikoki
La Kyūshū Hikōki K.K. (九州飛行機) était un constructeur japonais d'avions militaires pendant la Seconde Guerre mondiale. 
Bien qu'elle ait principalement fabriqué des modèles d'autres entreprises, elle s'est distinguée par le chasseur radical J7W "Shinden". Il porte le nom de l'île de Kyūshū où la société était basée.
L'entreprise est issue de Watanabe Tekkōjo (Fonderie d'acier Watanabe), basée à Fukuoka, qui a commencé à construire des avions en 1935. En 1943, la division aéronautique a été scindée sous le nom de Kyūshū Hikōki, tandis que la société d'origine a été rebaptisée Kyūshū Heiki (Kyūshū Armements).
Après la guerre, l'entreprise a été rebaptisée Watanabe Jidōsha Kōgyō (Watanabe Automobile Industries) et fabriquait des carrosseries et des pièces automobiles. Elle a été dissoute en 2001.

## Productions
- Watanabe E9W ; hydravion de reconnaissance basé sur un sous-marin
- Kyūshū K10W ; Avion-école intermédiaire
- Kyūshū K11W ; Avion-école d'équipage
- Kyūshū Q1W ; Avion de patrouille anti-sous-marine de Tokai
- Kyūshū J7W ; Chasseur expérimental Shinden
- Kyūshū K6W ; hydravion WS-103 pour la  Marine royale Siamoise[1]

## Source
- (en) Cet article est partiellement ou en totalité issu de l’article de Wikipédia en anglais intitulé « Kyushu Hikoki » (voir la liste des auteurs).